# Svinemælde
Svinemælde (Atriplex patula), også skrevet Svine-Mælde, er en 20-70 cm høj urt, der vokser på dyrket jord og omkring bebyggelse.

## Beskrivelse
Svinemælde er en énårig, urteagtig plante med en opret og busket vækst. Stænglerne er stive og furede, og de føles glatte, selv om de er beklædt med fine hår. Bladene sidder spredt, de er tykke og lidt sukkulentagtige, og de har en meget variabel form – lige fra smalt ægformede til lancetformede. Bladranden er tandet eller bugtet, og begge bladsider er grågrønne.
Blomstringen sker i juli-september, hvor de små, uanselige og reducerede blomster sidder samlet i små stande fra bladhjørner og skudspidser. Blomsterne er 5-tallige og enten rent hanlige eller rent hunlige. Frugterne er flade nødder, som spirer endda meget villigt.
Rodnettet består af en kraftig pælerod med forholdsvis spinkle siderødder.
Højde x bredde og årlig tilvækst: 0,60 x 0,40 m (60 x 40 cm/år). Disse mål kan fx bruges til beregning af planteafstande, når arten anvendes som kulturplante.

## Voksested
Arten har et meget stort udbredelsesområde i Mellemøsten, Asien og Europa, men desuden er den naturaliseret i Nordamerika og Australien. Da den er ledsager til korndyrkning, er det svært at afgøre, hvor den egentlig er hjemmehørende, men meget tyder på, at den kan have sit hjemsted på solåbne, tørre voksesteder som f.eks. stepper, strandbredder og ruderater. Den er almindelig i det østlige Danmark.
På den stenede strand, Eastney Beach, nær Portsmouth findes arten i et plantesamfund, som formentlig ligner artens oprindelige tilhørssted. Her deler den voksested med bl.a. agersnerle, agertidsel, bede, draphavre, hyrdetaske, alm. rajgræs, alm. røllike, slangehoved, strandkål, alm. svinemælk, alm. torskemund, bitter bakkestjerne, canadisk bakkestjerne, fløjlsgræs, følfod, gråbynke, harekløver, hvid snerre, hvid stenkløver, nikkende limurt, rød arve, rød svingel, rødknæ, sandstar, strandhornskulpe, vejpileurt og vild gulerod
| Portal | Portal:Botanik |

## Note
1. ↑  www.portsmouth.gov.uk: Hampshire Biodiversity Information Centre: Eastney Beach (engelsk)